# Сушко, Павел Николаевич
Павел Николаевич Сушко (укр. Павло Миколайович Сушко; род. 16 ноября 1979, Хмельницкая область) — украинский политик, кинопродюсер. Народный депутат Украины 9-го созыва. Член Общественного совета Украинского Оскаровского комитета.

## Биография
Родился 16 ноября 1979 года в Хмельницкой области.
С 2000 года проживает в Харьковской области.
С отличием закончил Национальную академию пограничных войск Украины им. Богдана Хмельницкого (военная специальность — офицер оперативно-тактического уровня).
Занимал руководящие должности в Государственной пограничной службе Украины (проходил службу в Харьковском пограничном отряде).
В 2010 году окончил Национальный юридический университет имени Ярослава Мудрого.
В 2013 году окончил Киевский национальный университет культуры и искусств по специальности «Кино и телеискусство (режиссёр телевидения)».
В 2016 спродюсировал полнометражного художественного фильма «DZIDZIO Контрабас». Лента первой в истории украинского кино стала прибыльной.
С 2017 года читает лекции и проводит мастер-классы для студентов по продюсированию кино.
С 2017 года член Украинской киноакадемии.
В 2018 году председатель жюри «ZIFF» Запорожского международного кинофестиваля короткометражного кино.
В 2018 году стал членом Европейской киноакадемии.
В 2018 году основал кинокомпанию «Prime Story Pictures».
В 2018 году получил награду «Золотая Юла» (выбор зрителя) — за фильм «DZIDZIO Контрабас».
В 2024 году окончил КНУ им. Тараса Шевченко. Получил диплом магистра по образовательной программе «Парламентаризм и парламентская деятельность».

## Награды и отличия
Награждён «Золотой Дзыгой» от Украинской киноакадемии в номинации выбор зрителя как продюсер фильма «DZIDZIO Контрабас» (Украина. Режиссёр А. Борщевский).
Награждён указом № 347 / 2009 Президента Украины государственной наградой — медалью «За безупречную службу III степени».
Награждён медалями и знаками отличия приказами Председателя Государственной пограничной службы Украины:
- Медаль «За мужество в охране государственной границы Украины»
- Награда «За безупречную службу в Государственной пограничной службе Украины»
- Медаль Государственная пограничная служба — «За веру и верность»
- Медаль «15 лет добросовестной службы»
- Медаль «15 лет Государственной пограничной службе Украины»
- Медаль «20 лет независимости Украины»
- Медаль «20 лет Государственной пограничной службе Украины»
- Награда «За службу на границе»
- Отличие «Отличный пограничник» II степени
- Отличие «20 лет Восточному региональному управлению»
- Отличие «20 лет Харьковскому пограничному отряду»

Награждён почетными грамотами и дипломами от управления Государственной пограничной службы Украины, Хмельницкой и Харьковской областных администраций.

## Политическая деятельность
- Заместитель председателя депутатской фракции политической партии «Слуга народа»
- Заместитель председателя Комитета Верховной Рады по вопросам гуманитарной и информационной политики
- Председатель подкомитета в сфере кинематографа и рекламы Комитета Верховной Рады Украины по вопросам гуманитарной и информационной политики
- Председатель Харьковской областной региональной организации политической партии «Слуга народа»[11]
- Член Украинской части межпарламентской ассамблеи Верховной Рады Украины и Сейма Литовской Республики
- Заместитель сопредседателя группы по межпарламентским связям с Французской Республикой
- Член группы по межпарламентским связям с Канадой
- Член группы по межпарламентским связям с Республикой Польша
- Член группы по межпарламентским связям с Соединёнными Штатами Америки
- Заместитель сопредседателя группы по межпарламентским связям с Федеративной Республикой Германия
- Заместитель сопредседателя группы по межпарламентским связям с Швейцарской Конфедерацией

## Межфракционное депутатское объединение «Слобожанщина»
В конце 2019 возглавил межфракционное депутатское объединение «Слобожанщина» в состав которого входит почти два десятка народных депутатов Украины. Большинство из них родом из Харькова и Харьковской области. Цель деятельности данного объединения направлена на развитие региона в различных сферах его жизнедеятельности.